# Radnice v Kaňku
Radnice v Kaňku čp. 1 je bývalá radniční budova v Kaňku, části Kutné Hory, na jižní straně zdejšího náměstí. Památkově chráněná je od roku 1958.

## Historie
Původní stavba je připomínána v roce 1492. Jádro současné radnice z roku 1526 je pozdně gotické, v budově byl také šenk a zbrojnice. Budova měla věž s ochozem, na které hlídkoval městský hlásný. V roce 1555 byla budova radnice přestavěna renesančně.
V roce 1718 budova radnice vyhořela, při opravách byla upravena barokně v letech 1739, 1751 a 1769. Později byla přestavena klasicistně, při klasicistní úpravě zbořena věž.

## Architektura budovy
Budova je rozlehlý jednopatrový celek tří budov ve tvaru písmene U, hlavní budova a dvě postranní kratší křídla. Průčelí je sedmiosé se středním rizalitem o třech osách zakončené klasicistním štítem. Střední průjezd je klenutý se stlačenou valenou klenbou. Fasády jsou barokně zdobené.
Na schodišti jsou v klenbě placky oddělené pasy. Původní sklepy byly z větší části zazděny, zbývající má cihelnou klenbu. V patře je velmi plochá klenba chodby a odsazené fabiony.
Postranní křídla jsou čtyřosá s bohatým členěním vystouplých ploch s vykrajovanými parapety pod okny.
Mansardové střechy na všech budovách jsou původní.
K radničnímu dvoru přiléhá rozlehlá zahrada ohrazení ohradní zdí.
Dnes v budově sídlí soukromá firma.

## Památková hodnota
Stavební vývoj budovy je cenný: barokní klasicistně přestavený dům stojící na místě původní radnice z roku 1582 má téměř zámeckou dispozicí. Patří mezi nejhodnotnější stavby v dnešní městské části Kutné Hory - Kaňk. Předmětem ochrany je původní radnice, ohradní zeď a příslušné pozemky.